# Pandak (Makmur)
Pandak is een bestuurslaag in het regentschap Bireuen van de provincie Atjeh, Indonesië. Pandak telt 585 inwoners (volkstelling 2010).